# 倉林靖
倉林 靖（くらばやし やすし、1960年4月15日- ）は、日本の美術評論家、音楽評論家。
群馬県生まれ。青山学院大学文学部史学科卒業。1986年、美術出版社主催「芸術評論」募集で第1席入選し、以後評論活動を開始。美術評論家連盟会員。現在、武蔵野美術大学、東海大学、東海大学大学院、専門学校桑沢デザイン研究所で非常勤講師。これまで、多摩美術大学、東京造形大学、京都芸術大学、和光大学、東京工科大学、文教大学の非常勤講師を歴任。日本の現代美術、芸術社会学、視覚伝達論、および芸術と社会、思想に関わる領域を専門とする。リコーダー奏者でもあり、大竹尚之に師事。

## 主な活動
- 「水戸アニュアル’94　開放系」（水戸芸術館現代美術ギャラリー、1994年：企画協力）
- αＭギャラリー（武蔵野美術大学主催）の1996年4月～1998年3月のキュレーションを担当。若手作家の個展16本を企画。
- 『美術手帖』『みづゑ』『美術の窓』『アサヒグラフ』『アサヒカメラ』『STUDIO VOICE』『武蔵野美術』『音楽現代』『文藝』『現代詩手帖』他、美術・音楽・文芸誌の執筆多数。

## 著書

### 単著
- 『意味とイメージ：「非－意味」をめざす文化』 青弓社、1990年
- 『超・文化論：危険を孕むモダン・カルチャー』 日本経済新聞社、1992年
- 『現代アートの遊歩術』 洋泉社、1994年）
- 『現代アートを聴く：20世紀音楽と今日の美術』 スカイドア、1995年
- 『岡本太郎と横尾忠則：モダンと反モダンの逆説』 白水社、1996年／ブックエンド（新版）、2011年
- 『澁澤・三島・六〇年代』 リブロポート、1996年
- 『震災とアート : あのとき、芸術に何ができたのか』 ブックエンド、2013年
- 『音楽と絵画 上：バロック、古典派からロマン派まで』 芸術現代社、2019年
- 『音楽と絵画 下：マーラーとクリムト、民族楽派から20世紀まで』同上

### その他
- 『横尾少年：横尾忠則昭和少年時代』（角川書店、1994年：企画構成）
- 『横尾忠則の全ポスター』（誠文堂新光社、1995年：解説）
- 『朝日美術館　日本編９　横尾忠則』（朝日新聞社、1997年：作品解説）
- 『美術批評と戦後美術』（ブリュッケ、2007年：年表）

他、展覧会カタログ・パンフレットに多数執筆